# Wereldkampioenschappen schoonspringen 2011 – driemeterplank synchroon mannen
Het Wereldkampioenschap synchroonspringen op de driemeterplank synchroon voor mannen werd gehouden op 19 juli 2011 (voorronde en finale) in de Chinese stad Shanghai. De eerste 12 koppels uit de voorronde kwalificeerden zich voor de finale. De eerste drie koppels uit de finale kwalificeerden zich voor de Olympische Zomerspelen van 2012 in Londen. Regerend wereldkampioenen waren de Chinese mannen Qin Kai en Wang Feng. Qin Kai prolongeerde de titel, deze editie met Luo Yutong als partner.

## Uitslagen

### Voorronde
| Rang | Namen                                     | Land                | Score  | Bijz. |
| ---- | ----------------------------------------- | ------------------- | ------ | ----- |
| 1    | Qin Kai Luo Yutong                        | China               | 452,19 | Q     |
| 2    | Ilja Zacharov Jevgeni Koeznetsov          | Rusland             | 438,75 | Q     |
| 3    | Patrick Hausding Stephan Feck             | Duitsland           | 413,91 | Q     |
| 4    | Kristian Ipsen Troy Dumais                | Verenigde Staten    | 410,64 | Q     |
| 5    | Mathieu Rosset Damien Cely                | Frankrijk           | 399,30 | Q     |
| 6    | Yahel Castillo Julián Sánchez             | Mexico              | 384,99 | Q     |
| 7    | Oleksij Prygorov Oleksander Gorsjkovozov  | Oekraïne            | 380,52 | Q     |
| 8    | Christopher Mears Nicholas Robinson Baker | Verenigd Koninkrijk | 375,66 | Q     |
| 9    | Michele Benedetti Tommaso Rinaldi         | Italië              | 372,36 | Q     |
| 10   | Sho Sakai Yu Okamoto                      | Japan               | 371,55 | Q     |
| 11   | Eirik Valheim Espen Valheim               | Noorwegen           | 355,17 | Q     |
| 12   | Chola Chanturia Shota Korakashvili        | Georgië             | 354,93 | Q     |
| 13   | Yorick de Bruijn Ramon de Meijer          | Nederland           | 350,10 |       |
| 14   | Deyne Castellanos Jorge Luis Pupo         | Cuba                | 345,63 |       |
| 15   | Alexandros Manos Stefanos Paparounas      | Griekenland         | 342,30 |       |
| 16   | Chow Ho Wing Poon Wai Ching Jason         | Hongkong            | 308,46 |       |
| 17   | Ignas Barkauskas Sergej Baziuk            | Litouwen            | 301,77 |       |
| 18   | Luthfi Niko Abdillah Andriyan Andriyan    | Indonesië           | 286,98 |       |
| 19   | Diego Carquin Donato Neglia               | Chili               | 276,90 |       |
| 20   | Dmitriy Sorokin Farid Gurbanov            | Azerbeidzjan        | 220,71 |       |

### Finale
| Rang   | Namen                                     | Land                | Score  |
| ------ | ----------------------------------------- | ------------------- | ------ |
| Goud   | Qin Kai Luo Yutong                        | China               | 463,85 |
| Zilver | Ilja Zacharov Jevgeni Koeznetsov          | Rusland             | 451,89 |
| Brons  | Yahel Castillo Julián Sánchez             | Mexico              | 437,61 |
| 4      | Kristian Ipsen Troy Dumais                | Verenigde Staten    | 429,08 |
| 5      | Patrick Hausding Stephan Feck             | Duitsland           | 414,39 |
| 6      | Oleksij Prygorov Oleksander Gorsjkovozov  | Oekraïne            | 412,20 |
| 7      | Christopher Mears Nicholas Robinson Baker | Verenigd Koninkrijk | 403,68 |
| 8      | Mathieu Rosset Damien Cely                | Frankrijk           | 402,36 |
| 9      | Sho Sakai Yu Okamoto                      | Japan               | 395,19 |
| 10     | Michele Benedetti Tommaso Rinaldi         | Italië              | 381,63 |
| 11     | Eirik Valheim Espen Valheim               | Noorwegen           | 379,74 |
| 12     | Chola Chanturia Shota Korakashvili        | Georgië             | 365,13 |